# Centrolabrus
A Centrolabrus a sugarasúszójú halak (Actinopterygii) osztályába a sügéralakúak (Perciformes) rendjébe és az ajakoshalfélék családjába tartozó nem.

## Rendszerezés
A nembe az alábbi 3 faj tartozik:
- Centrolabrus caeruleus
- Centrolabrus exoletus
- Centrolabrus trutta